# Bruno Cantanhede
Bruno Cantanhede (* 22. Juli 1993 in São Luís), mit vollständigen Namen Bruno Cunha Cantanhede, ist ein brasilianischer Fußballspieler.

## Karriere
Das Fußballspielen erlernte Bruno Cantanhede in der Jugendmannschaft vom FC São Paulo in São Paulo. Hier unterschrieb 2011 auch seinen ersten Vertrag. Von São Paulo wurde er an die brasilianischen Vereine EC Noroeste, Paulista FC und Rio Claro FC ausgeliehen. 2015 wechselte er nach Israel. Hier schoss er sich Hapoel Ironi Kirjat Schmona an. Der Verein aus Kirjat Schmona spielte in der ersten Liga, der Ligat ha’Al. Für den Verein absolvierte er 27 Erstligaspiele und gewann den nationalen Superpokal. Die zweite Jahreshälfte 2016 wurde er nach Portugal an den CD Tondela ausgeliehen. Der Klub aus Tondela spielte in der höchsten Liga des Landes, der Primeira Liga. Hier kam er jedoch nicht zum Einsatz. Anfang 2017 kehrte er nach Brasilien zurück. Bis zur Jahresmitte spielte er für den Paraná Clube aus Curitiba. Mitte 2017 zog es ihn nach Asien, wo er in Südkorea einen Vertrag bei Daejeon Citizen unterschrieb. Das Fußballfranchise aus Daejeon spielte in der zweiten Liga, der K League 2. Nach 18 Zweitligaspielen wechselte er Anfang 2018 zum Ligakonkurrenten FC Anyang nach Anyang. Hier kam er auf elf Einsätze. Von Dezember 2018 bis März 2019 spielte er in Brasilien beim Villa Nova AC und dem Central SC. Im Juni 2019 verpflichtete ihn der vietnamesische Erstligist Viettel FC. Der Verein aus Hanoi spielte in der ersten Liga, der V.League 1. 2019 feierte er mit Viettel die vietnamesische Meisterschaft. Mit 15 Toren wurde er gemeinsam mit Pape Omar Fayé Torschützenkönig der Liga. 2020 stand er mit Viettel im Finale des Pokals. Das Endspiel verlor man mit 2:1 gegen den Hà Nội FC. Nach Vertragsende wechselte er im Januar 2021 zum Ligakonkurrenten Hà Nội FC. Anfang Januar gewann er mit Hà Nội den Supercup. Das Spiel gegen seinen ehemaligen Verein Viettel gewann man mit 1:0. Nach einem Jahr wechselte er im Januar 2022 nach Indonesien. Hier schloss er sich dem Erstligisten Persib Bandung aus Bandung an. Nach 15 Erstligaspielen wechselte er im Juli 2022 für den Rest des Jahres zum katarischen Zweitligisten Mesaimeer SC nach Mesaimeer. Der FC Thanh Hóa, ein Erstligist aus Vietnam, nahm ihn im Januar 2023 unter Vertrag. Am 20. August 2023 stand er mit Thanh Hóa im Endspiel des vietnamesischen Pokals. Hier besiegte man den Erstligisten Viettel FC im Elfmeterschießen. Das Spiel um den vietnamesischen Supercup gewann er mit Thanh Hóa am 6. Oktober 2023 gegen den vietnamesischen Meister Công An Hà Nội FC mit 3:1. Nach zwanzig Erstligaspielen, in denen er elf Treffer erzielte, wechselte er im September 2023 zu seinem ehemaligen Verein, dem ebenfalls in der ersten Liga spielenden Viettel FC. Dort absolvierte er bis zum Saisonende neun Spiele und schoss dabei zwei Treffer. Anschließend war Cantanhede fast sechs Monate vereinslos, ehe ihn am 24. Dezember 2024 der thailändische Erstligist Rayong FC unter Vertrag nahm. Nach 14 Ligaspielen wurde sein Vertrag im Sommer 2025 nicht verlängert.

## Erfolge
Hapoel Ironi Kirjat Schmona
- Israelischer Superpokalsieger: 2015

Viettel FC
- Vietnamesischer Meister: 2019
- Vietnamesischer Pokalfinalist: 2020

Hà Nội FC
- Vietnamesischer Supercup-Sieger: 2020

FC Thanh Hóa
- Vietnamesischer Pokalsieger: 2023
- Vietnamesischer Supercup-Sieger: 2023

## Auszeichnungen
V.League 1
- Torschützenkönig: 2019 (15 Tore)